# Зачётная единица трудоёмкости
Зачётная единица трудоёмкости (ЗЕТ) (или просто зачётная единица, обозначаемая также «з.е.») — единица измерения трудоёмкости учебной работы и других мероприятий образовательной программы или учебного плана.
Обычно эквивалентна 36 академическим часам (или 27 астрономическим часам). Значения этих величин  зависят от образовательного стандарта и ряда других факторов. Значение величины одной зачётной единицы, равной именно 36 академическим часам, закреплено в федеральном государственном образовательном стандарте (ФГОС).
Прообразом российской системы зачётных единиц является европейская система кредитов (European Credit Transfer System, ECTS — «Европейская система перевода и накопления кредитов»), призванная внести унификацию в учебные программы различных образовательных учреждений. Часто ассоциируется с вольным термином кре́дит, который в данном случае связан не столько с оценкой знаний студента (обучающегося), сколько с продолжительностью курса дисциплины или иного мероприятия учебного плана или образовательной программы (например, практики, курсовой работы и т. п.).
Суммарная трудоёмкость образовательных программ для очной формы обучения составляет обычно:
- бакалавриат — 240 ЗЕТ (4 года);
- магистратура — 120 ЗЕТ (2 года);
- специалитет (программа подготовки специалистов) — 300 ЗЕТ (5 лет)[1],

и включает аудиторные, практические, самостоятельные занятия, лабораторные работы, различные виды практик, различные формы текущей, промежуточной и итоговой аттестации и т. п.
Трудоёмкость одного учебного года при очной форме обучения составляет 60 ЗЕТ и может достигать 75 ЗЕТ при других формах и условиях обучения (освоения).